# Girdle Stanes

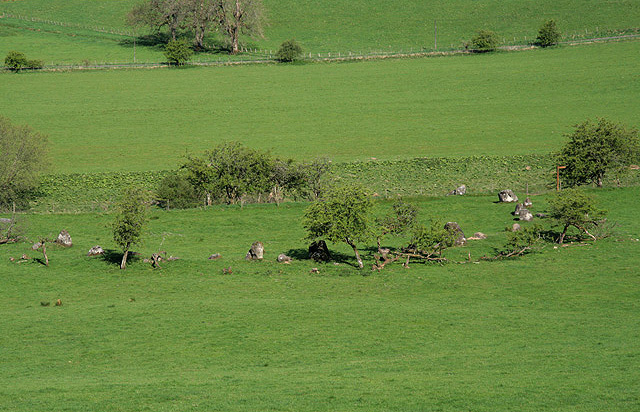
Girdle Stanes

Die Girdle Stanes (englisch; deutsch Gürtelsteine) sind ein Steinkreis am River White Esk, südlich von Eskdalemuir und nördlich von Lockerbie im Osten von Dumfries and Galloway in Schottland.
Der durch den wechselnden Verlauf des White Esk erodierte Kreis von etwa 36,0 Metern Durchmesser, bestand ursprünglich aus 40 bis 45 Steinen, wovon etwa 25 übrig blieben. Die Verfolgung des etwa zur Hälfte verschwundenen Kreisbogens veranschaulicht, wie der Fluss im Laufe der Zeit den Kreis auf einer Seite erodiert hat. Die Steine erreichen Höhen zwischen 0,6 und 1,8 m. Mehrere Steine stehen außerhalb des Kreises. Umgeben von knorrigen Weißdornbäumen, erinnern die Girdle Stanes an die archetypischen Feenringe der Legenden.
Die Girdle Stanes stehen ein paar hundert Meter entfernt von den Loupin Stanes. Eine Reihe gefallener Steinen verbindet die Orte. Bei den Loupin Stanes NW bilden 10 niedrige und 2 hohe Steine (jeder etwa 1,6 m hoch) einen ovalen Ring, von 11,5 auf 10,3 m Durchmesser. Der etwa 35 m entfernte Kreis der Loupin Stanes SW ist stark gestört.